# Eddy Viola
Eddy Viola (Padova, ...) è un cantautore italiano.

## Biografia
Dopo il suo 45 giri Un Uomo del 1969 partecipa in tour alla commedia musicale Caino e Abele di Tony Cucchiara con Marisa Sannia, dopo un anno di tour entra alla RCA italiana come cantautore e fa parte del Gruppo Schola Cantorum partecipando a tutti i successi del gruppo. Dopo San Remo del 1978 dove la Schola riscuote un buon successo arrivando in finale nei primi posti, esce dal gruppo e per un paio d'anni si dedica a musicare documentari, spot pubblicitari e serate con gruppi rock, poi negli anni 80 diventa manager della griffe di moda Baci da Roma XXX della stilista Antonella Supino. Poi cambia tutto ed entra nelle edizioni Piscopo Editore dove fa il regista-fotografo di fotoromanzi per il giornalino Cioè.